# 루이스 칸
루이스 이저도어 칸(영어: Louis Isadore Kahn, 1901년 2월 20일 ~ 1974년 3월 17일)은 에스토니아 출신의 미국 필라델피아를 중심으로 활동한 세계적인 건축가이다. 필라델피아의 여러 회사에서 경력을 쌓은 후 1935년에 자신의 회사를 설립하였다. 1947년에서 1957년까지는 개인의 작업을 계속하면서 건축 비평가와 예일 건축대학의 건축과 교수직을 담당하였다. 1957년부터 사망 전까지는 아이비리그 중 하나인 펜실베니아 대학(유펜)의 디자인 대학교수로 건축디자인을 가르쳤다. 유펜에는 그가 디자인한 건축물이 남아있으며, 펜디자인에는 루이스 칸 아카이브 공간이 있다. 루이스 칸 아카이브에는 그의 스케치와 건축모형, 도면 등이 남아있다.

## 생애

### 유년기
루이스 칸의 본명은 '이체레이프 시무일롭스키(러시아어: Итце-Лейб Шмуиловский, 영어: Itze-Leib Schmuilowsky)'로, 에스토니아 서부 사레마섬의 쿠레사레(Kuressaare)에서 태어났다. 그의 실제 생일은 정확하게 기록되어 있지 않을 수 있는데, 이는 유대인이었던 그의 부친이 러일 전쟁에 징집될 것을 두려워하여 1906년에 미국으로 이민하였기 때문이다. 그러한 염려 때문인지, 그의 가족은 17번 이사를 했다. 흉터가 있는 에스토니아의 유대인 이민자였던 그는 필라델피아에서 가난하게 자랐다. 그 가족들은 연필을 살 수 없었으나 잔가지를 태운 목탄 막대를 만들어 루이스 칸이 그림을 그려 적은 돈을 벌 수 있었고, 후에는 무성영화에 곁들이는 피아노를 연주하였다. 그는 1914년 5월 15일, 귀화하여 시민이 되었다. 그의 부친은 1915년에 그들의 이름을 바꾸었다.

### 경력
그는 엄격한 펜실베이니아 대학에 있는 설계의 중요성을 강조하는 엄격한 Beaux-Arts 전통 하에 수업을 받았다. 1924년에 건축학 학사 과정을 마치고 도시 건축가인 John Molitor 사무실에서 수석 설계사로 일했다. 이 기간에 1926 Sesquicentennial Exposition의 디자인에 참여했다.
1928년에 칸은 유럽 여행을 하였으며 고전주의 또는 모더니즘의 그 어떤 성채보다 프랑스의 카르카손과 스코틀랜드의 성에서 보이는 중세풍 외벽으로 둘러싸인 도시에 특별한 관심을 보였다. 1929년 귀국한 후에 칸은 Paul Philippe Cret 사무실에서 일했으며, 필라델피아에 있는 Zantzinger, Borie and Medary 사무실에서 일하며 펜셀베니아 대학에 초기 스튜디오 비평을 기고한다. 1932년 칸과 Dominique Berninger은 인민주의자들의 사회적 의제와 유럽 전위파의 새로운 건축에 관심을 갖고 있는 회원들로 구성된 건축 연구 그룹을 만든다. 이 공동 연구에 참여하는 동안 공공 작업 관리로 대표되는 이전 공공 주택의 해체 계획 프로젝트의 일원으로 참여한다.
이 시기에 칸의 초기 공동 연구 중 가장 중요한 George Howe와 진행된다.

## 주요 작품
- 예일대 예술 전시장(Yale University Art Gallery, 1951 ~ 1953년) - 코넥티컷 뉴헤븐에 위치한다.
- 펜실베이니아대 리처드 의료 연구 연구소(1957 ~ 1965년) - 펜실베이니아 필라델피아에 위치한다.
- 요나스 소크 연구소(1959년 ~ 1965년) - 회의 구역, 주거 구역, 연구소의 세 개로 구분된 캠퍼스로 지어질 예정이었으나, 두 개의 대등한 단위로 구성된 연구소 구역만이 실제로 지어졌다.

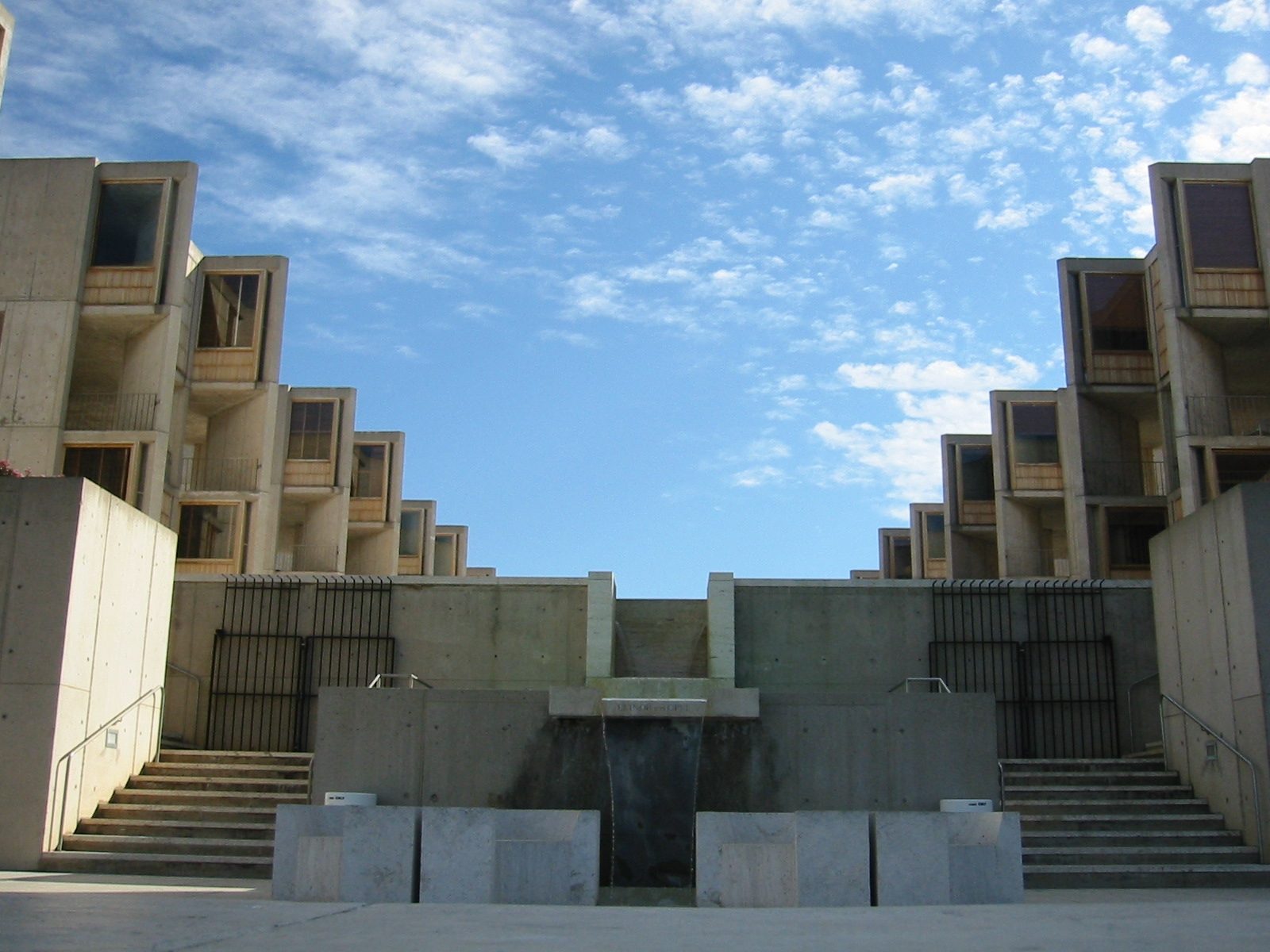
캘리포니아주 샌디에이고 라 호이아의 소크 연구소

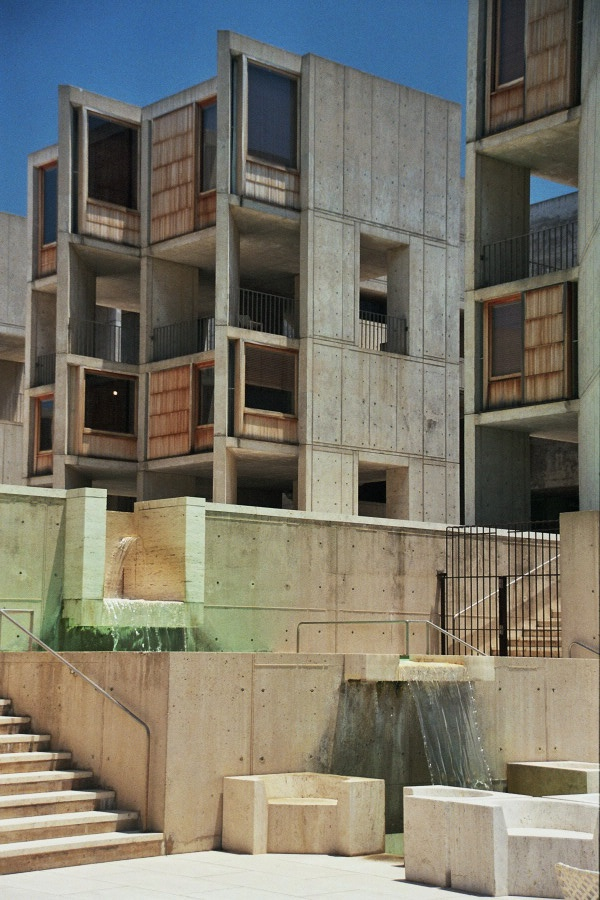
소크 연구소의 생물학 실험실

- 필립스 엑세터 아카데미(1965 ~ 1972년) - 뉴 헴프셔 엑세터에 위치한다.
- 방글라데시 국회의사당(Jatiyo Sangshad Bhaban, 1962 ~ 1974년) - 방글라데시 다카(Dhaka)에 위치한다.

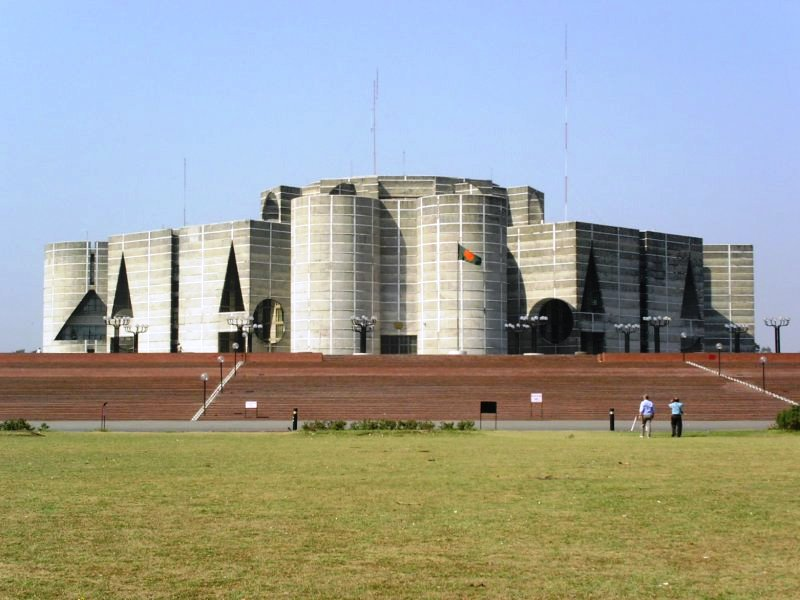
다카에 위치한 방글라데시의 국회의사당

- 킴벨미술관(Kimbell Art Museum, 1967 ~ 1972년) - 텍사스 포트워스에 위치한다.
- 예일 영국 예술 센터(1969 ~ 1974년) - 코넥티컷 뉴헤븐에 위치한다.
- 인도 경영연구소(IIM Ahmedabad)